# Залізний Хрест (Німеччина)

Стилізований вид Залізного хреста.

Залі́зний Хрест (нім. Eisernes Kreuz) — прусський і німецький військовий орден. Заснував Фрідріх Вільгельм III 10 березня 1813 за бойові відзнаки у війні за звільнення Німеччини від Наполеона. Авторство ескізу приписують Карлу Фрідріху Шинкелю.
Орден вручався всім категоріям військовослужбовців незалежно від рангу або стану. Нагородження орденом відбувалось послідовно від нижчого ступеня до вищого. Орден поновлювався з кожною новою війною.
Залізний Хрест став першою європейською нагородою, яка вручалася виключно за подвиг — попри звання чи соціальний статус. Орден мав популярність, його поважали в народі і армії.
Серед нагороджених прусським військовим орденом «Залізного Хреста» 2-го ступеня був герцог Ангальт-Кетенський Фердинанд Фрідріх (1819) — засновник Асканії-Нова.
Існувало кілька версій — 1813, 1870, 1913–1914, 1939 років. У нижній частині ордена вказували рік.
До 1918 року існувало три ступені:
- Залізний Хрест ІІ класу на чорно-білій стрічці;
- І класу — нагрудний;
- Великий хрест Залізного хреста (для генералітету).

У роки Першої світової війни орден вручали масово, що дещо знизило його престиж. Близько 5 млн нагороджених Хрестом ІІ-го ступеня і 218 тисяч — Хрестом І-го ст.

## Види Залізних хрестів

### Випуск 1813

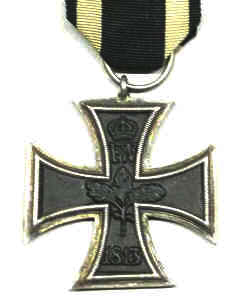
Залізний хрест 2-го класу (1813)

### Випуск 1870

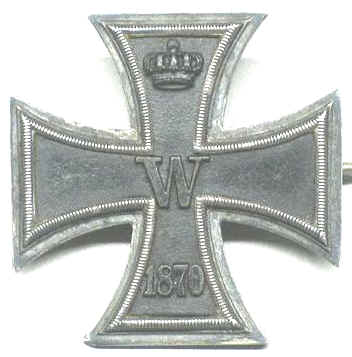
Залізний хрест 1-го класу
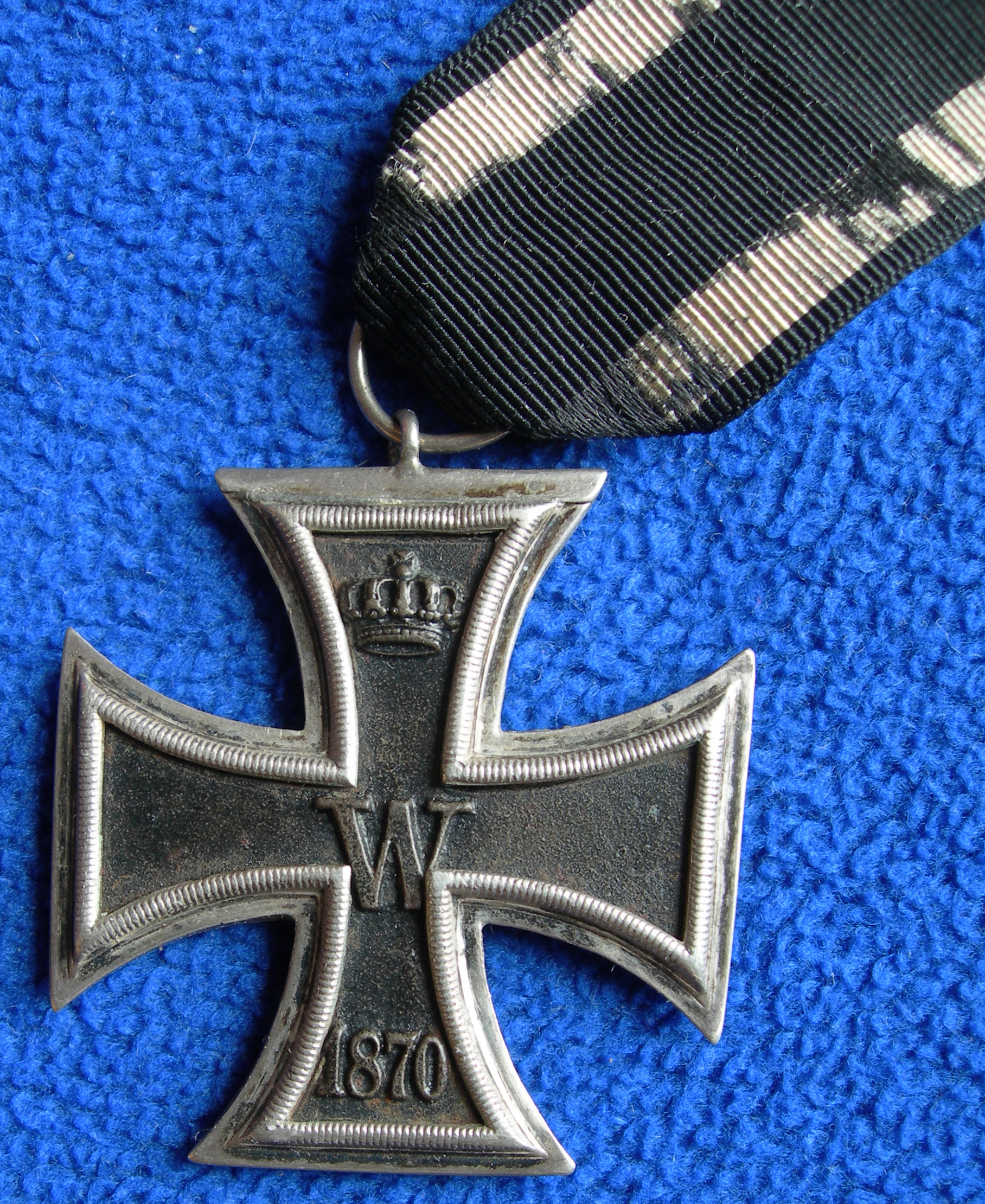
Залізний хрест 2-го класу

### Випуск 1914

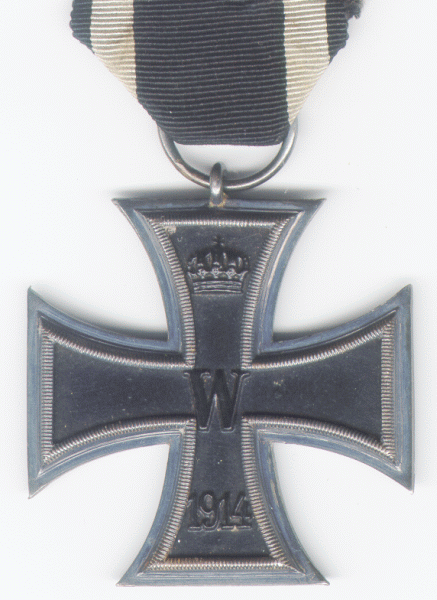
Залізний хрест 2-го класу (EK II)
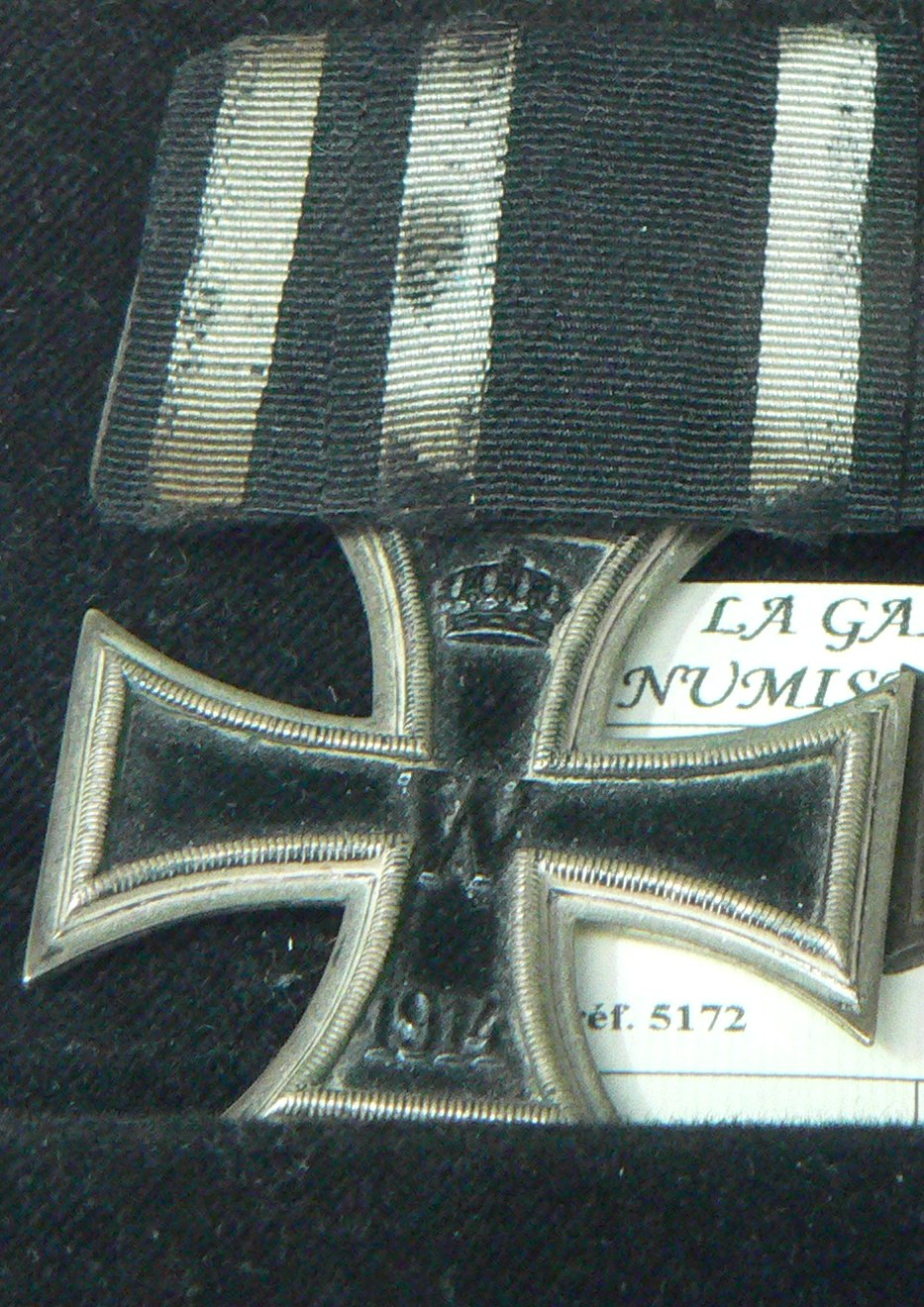
Залізний хрест (EK)
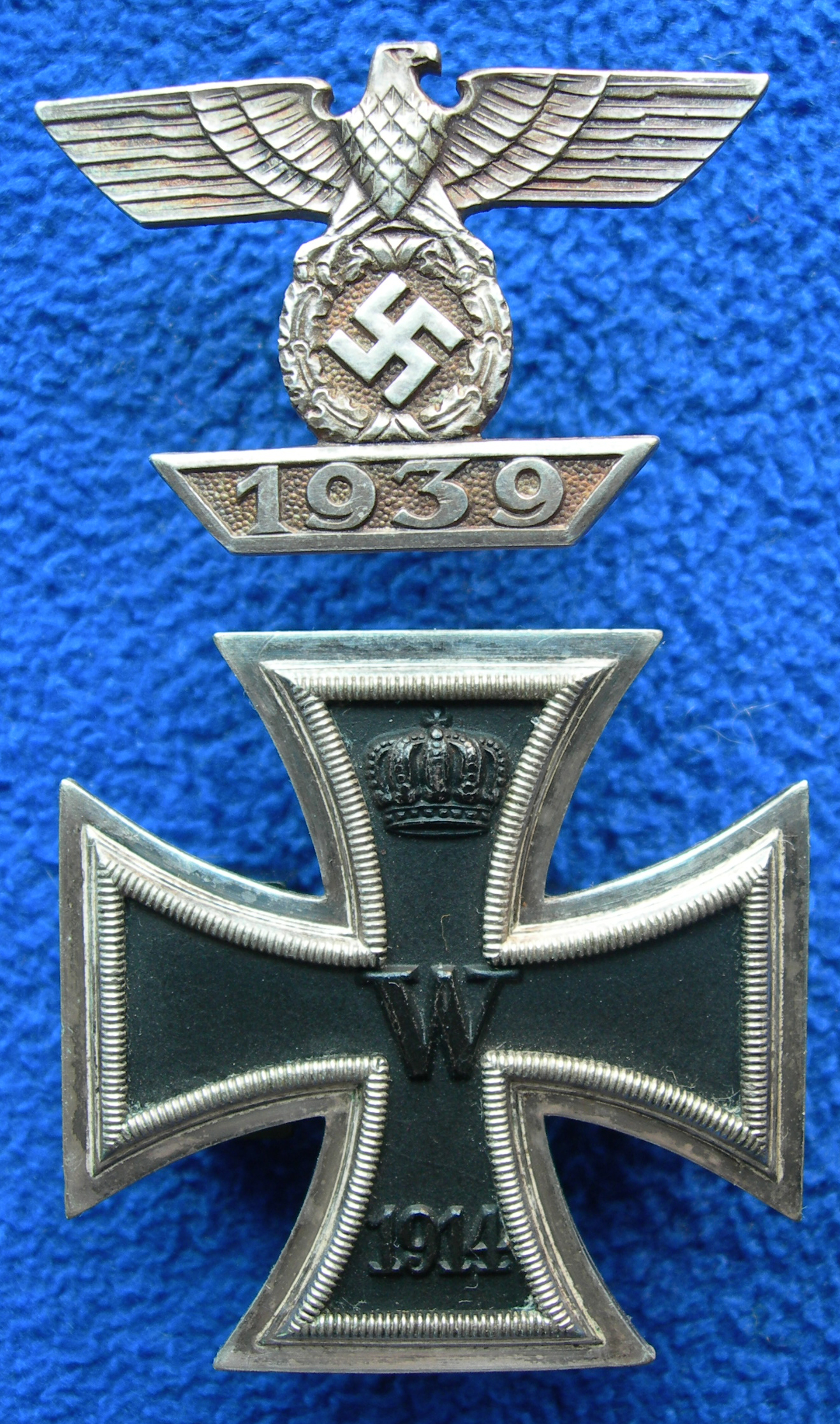
Залізний хрест 1-го класу (EK I) з застібкою 1939 року
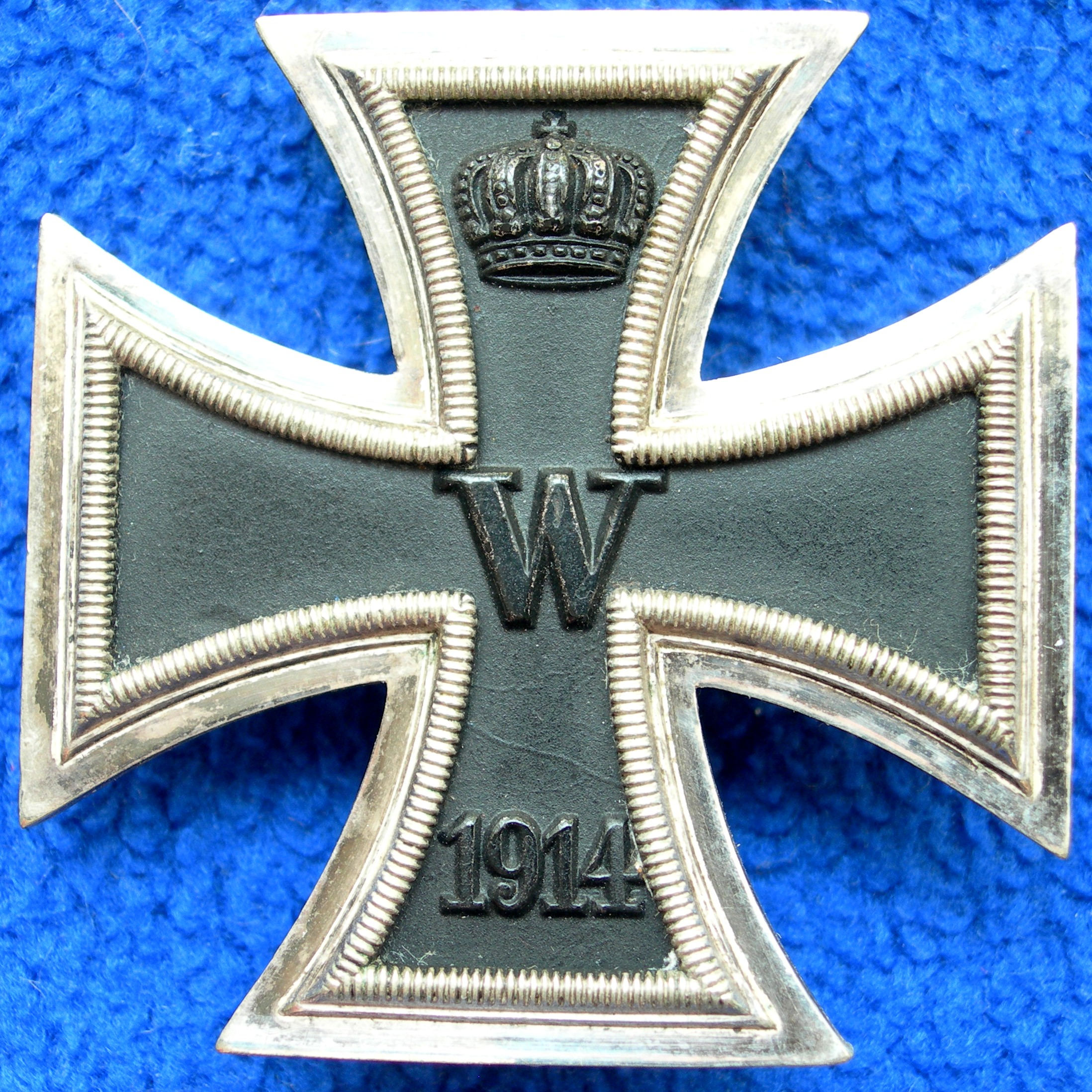
Залізний хрест 1-го класу (EK I)

## Стрічка
|  |  |  |  |

|  |  |  |  |

|  |  |

## Залізний Хрест у Третьому Рейху (Випуск 1939 року)
Існування військового ордена було поновлено у Німеччини за часів Третього Рейху. Відродження нагороди відбулося того ж дня, коли почалася Друга світова війна – 1 вересня 1939 року.
Залізний Хрест мав декілька ступенів:
- Великий хрест Залізного хреста
- Лицарський хрест Залізного хреста
- Почесна застібка до Залізного Хреста
- Залізний Хрест I класу
  - Застібка до Залізного Хреста I класу
- Залізний Хрест II класу
  - Застібка до Залізного Хреста II класу

### Почесна застібка до Залізного Хреста
Почесна застібка була введена в німецьку систему нагород 1 січня 1944 року. Надавалася як нагорода кавалерам Залізного Хреста I класу, в тих випадках, коли не було можливості надати Лицарський хрест Залізного хреста. Почесною застібкою нагороджувалися військовики Вермахту та військ СС (почесна застібка піхотинця, з 1 січня 1944 року), Крігсмаріне (почесна застібка Крігсмаріне, з 13 травня 1944 року), Люфтваффе (почесна застібка Люфтваффе, з 5 серпня 1944 року).

#### Умови для нагородження
Героїчні дії та хоробрість у бою. Також надавався якщо військовик мав Залізний Хрест обох ступенів.

#### Кількість нагороджених
Першим нагороджений піхотною застібкою був майор Віктор Брук (20 жовтня 1944 року). Всього цю нагороду отримало близько 4 566 військовиків.
Першим нагороджений морською застібкою був Херберт Гроне (27 березня 1945 року). Точної кількості нагороджених невідомо,  можна впевнено говорити про 60 нагороджень.
Першим нагородженим почесною застібкою для авіації був майор Ханс Юнгверс.  Отримали застібки усі льотчики які були у Списку Слави. Також автоматично нагороду отримували військовики, що мали Почесний піднос (запроваджений 15 червня 1942 року), та Почесний Кубок (започаткований 27 лютого 1942 року) .

#### Опис нагороди
Застібка була вироблена у формі вінку всередині якого розташовувалася емблема (свастика - для сухопутних частин, свастика накладена на якір – для флоту, та орел Люфтваффе для повітряних сил). Композиція розташовувалася на чорно-біло-червоній стрічці Залізного Хреста.

#### Носіння нагороди
Нагороджений почесною застібкою носив стрічку, протягнуту крізь другу петельку мундиру.

### Залізний Хрест I класу
Залізним Хрестом I класу нагороджувалися військовики Вермахту та військ СС, а також члени націонал - соціалістичних партійних організацій.

#### Умови для нагородження
- отримувач раніше був раніше нагороджений Залізним Хрестом II класу чи застібкою того ж класу;
- за виконання від 3 до 5 особливо важких завдань, та прояв відваги у бою.

Для Люфтваффе існувала спеціальна система балів або «пунктів». Наприклад, 0,5 пункту давали за знищення одномоторного літака, 1 пункт — за 1 винищувач, 3 пункти — за чотиримоторний бомбардувальник і т.ін. Нічні перемоги оцінювались вдвічі вище. Для нагородження Залізним Хрестом I класу достатньо було набрати 5 пунктів.
Для офіцерів Крігсмаріне існувала система нагородження згідно з водотоннажністю потоплених кораблів. Для нагородження Залізним Хрестом I класу достатньо було потоплення кораблів загальною водотоннажністю у 50 000 тон. Чи як вказано вище виконання від 3 до 5 особливо важких завдань, та прояв відваги у бою.

#### Кількість нагороджених
Точна дата першого вручення невідома. Загальна кількість нагороджених Залізним Хрестом I класу перевищує 450 000 осіб (включаючи нагородження застібкою цієї нагороди).

#### Опис нагороди
Хрест мав діаметр 44 мм та мініатюрну свастику, розташовану у центрі сходження променів. На нижньому промені було позначено рік відновлення нагороди «1939».  Хрест складався з трьох частин: залізної основи та лицьової та зовнішньої рамок. Оправа в більшості була вироблена з срібла, але її також виробляли з «німецького срібла» (сплав міді, цинку та нікелю). Останні екземпляри нагороди, містили тільки цинк. Основа нагороди вироблялася з заліза, окрім нагород якими нагороджувалися військовослужбовці Крігсмаріне. В зв’язку з тим, що носіння нагороди було у морському кліматі, у Залізних Хрестах залізо було замінено на стійку до корозії латунь, яку піддали чорнінню.
Нагорода вручалася в коробочці, обтягнутою чорною шкірою, з зображенням хреста на кришці. Всередині кришка коробочки була оброблена білим атласом. Орден розміщувався у заглибленні оздобленому оксамитом.

#### Носіння нагороди
Залізний Хрест I класу носився на лівій стороні грудей на шпильці. Більшість солдатів замовляли офіційні копії нагород, щоб зберегти оригінал в первісному вигляді. Кріплення часто вироблялося гвинтове, як більш надійне у бою, ніж шпилька.

### Застібка до Залізного Хреста I класу
Надавалася військовикам, які були нагороджені попередніми зразками нагороди (ветерани Першої світової війни, які мали нагороди випуску 1914 року).
Застібка мала вигляд металевого (спершу срібного, пізніше з цинку) орла, який тримає у лапах свастику. Нижче свастики на трапецієподібної планці зазначена дата відновлення нагороди «1939». Розміри нагороди 44х31 мм.  
Застібку носили на грудях над Хрестом I класу 1914 року.

### Залізний Хрест II класу
Залізним Хрестом II класу нагороджувалися військовики Вермахту та військ СС, а також члени націонал-соціалістичних партійних організацій.

#### Умови для нагородження
За проявлений героїзм, хоробрість в окремо взятому епізоді.

#### Кількість нагороджених
Точна дата першого вручення невідома, але це відбулося за часів Польської кампанії 1939 року. Загальна кількість нагороджених Залізним Хрестом I класу перевищує 3 000 000 осіб (включаючи нагородження застібкою цієї нагороди).

#### Опис нагороди
Зовнішній вигляд нагороди був майже ідентичним до Залізного Хреста I класу. До верхнього променя хреста було приєднано кріплення кільця.
Нагорода вручалася у блакитному паперовому конверті з назвою нагороди, напису готичним шрифтом (Eisernes Kreuz 2nd Klasse), чи у спеціальній шкіряній коробочці.

#### Носіння нагороди
Нагороджений Залізним Хрестом II класу носив чорно-біло-червону стрічку, протягнуту крізь другу петельку мундиру. Сама відзнака (хрест) носився лише у перший день нагородження (на стрічці у петельці мундиру), та під час урочистих подій на колодці на лівій стороні грудей.

### Застібка до Залізного Хреста II класу
Надавалася військовикам які були нагороджені попередніми зразками нагороди (ветерани Першої світової війни, які мали нагороди випуску 1914 року).
Застібка мала вигляд металевого (спершу срібного, пізніше з цинку) орла, який тримає у лапах свастику. Нижче свастики на трапецієподібної планці зазначена дата відновлення нагороди «1939». Розміри нагороди 32х31 мм. 
Застібку носили на чорно-білій стрічці Залізного Хреста II класу 1914 року.

## Жінки, нагороджені Залізним хрестом

### У Наполеонівські війни
- Фрідеріка Крюгер (1813)
- Йоганна Штеген (1815)

### У Франко-прусську війну
- Агнес цу Зольм-Зольм
- Клара Бартон (хрест для некомбатантів)

### У Першу світову війну
Залізний хрест 2-го класу отримали 4 жінки. Всі вони були сестрами милосердя або працівниками допоміжної жіночої служби.
- Фріда Гессерт
- Ельфріда Шерганс
- графиня Софія цу Тьоррінг-Єттербах
- Герта фон Ферзен

### У Другу світову війну
Залізний хрест 2-го класу отримали 39 жінок, з них одна - Залізний хрест 1-го класу.
1. Ганна Райч - капітан люфтваффе
  - Хрест 2-го класу (28 березня 1941)
  - Хрест 1-го класу (5 листопала 1942)
2. Ельфріда Внук (19 вересня 1942) - медсестра Німецького Червоного Хреста
3. Магда Дросте (19 вересня 1942) - медсестра Німецького Червоного Хреста
4. Ельза Гроссманн - сестра милосердя
  - Згідно повідомлення фронтової газети "Полярний кур'єр" від 4 січня 1945  року, фрау Гроссман отримала Залізний хрест 1-го класу, однак офіційного підтвердження цьому немає.
5. графиня Мелітта Шенк фон Штауффенберг (22 січня 1943) - капітан люфтваффе
  - В 1944 році графиня була представлена до нагородження Залізним хрестом 1-го класу, але нагороду так і не отримала.
6. Магда Дархінгер (1943) - медсестра Німецького Червоного Хреста
7. невідома медсестра добровольчого підрозділу валлонського легіону (1942)
8. Ільза Шульц (квітень 1943) - медсестра Німецького Червоного Хреста
9. Грета Фок (10 квітня 1943) - медсестра Німецького Червоного Хреста
10. Лізелотта Гензель (1943) - медсестра Німецького Червоного Хреста
11. Лізелотта Маансен - сестра милосердя
12. ??? Гольцман (серпень 1943) - берайтшафтляйтерін Німецького Червоного Хреста
13. Ганні Вебер (1944) - медсестра Німецького Червоного Хреста
14. Геолінда Мюнх (1944) - медсестра Німецького Червоного Хреста
15. Ільза Дауб (квітень 1944) - гельферін Німецького Червоного Хреста
16. Фріда Гуніа (2 серпня 1944) - медсестра Німецького Червоного Хреста
17. Анна Гунхілд Моксанес (2 серпня 944) - медсестра-доброволець із Норвегії
18. Грета Графенкамп (3 лютого 1945) - медсестра Німецького Червоного Хреста
19. Елізабет Потуц (з лютого 1945) - лікар
20. Оттілі Штефан (лютий 1945) - доброволець
21. Рут Раабе (3 лютого 1945) - сестра милосердя
22. Ельфріда Мут (березень 1945) - медсестра Німецького Червоного Хреста
23. Гедвіґ Кюттель (березень 1945) - гуасфрау (Одер)
24. Уксула Кьоґель (1 березня 1945) - медсестра Німецького Червоного Хреста
25. Лізелотта Штоттербек (8 березня 1943) - гельферін Німецького Червоного Хреста
26. Рона фон Коєрн (березень 1945) - медсестра Німецького Червоного Хреста
27. Ганна Вольшюц (березень 1945) - гельферін Німецького Червоного Хреста
28. Ева Гольм (березень 1945) - працівник цивільної служби
29. Лені Гталінек (березень 1945) - доброволець
30. Гільдеґард Вольни (березень 1945) - штабсгельферін
31. Аліса Бендіґ (березень 1945) - вермахтгельферіннен
32. Гільдеґард Болльґардт (березень 1945) = вермахтгельферіннен
33. доктор ??? Лемке (квітень 1945) - працівник робітничої служби
34. Маргарета Гірсекорн (квітень 1945) - нахріхтенгельферін
35. Еріка Штольберг (травень 1945) - доброволець

## Українці, нагороджені Залізним хрестом у 2-й світовій війні
В 1941 році Залізним Хрестом був нагороджений Іван Білик за хоробрість і відвагу, який працював перекладачем в 1-шій танковій дивізії Лейбштандарте-СС «Адольф Гітлер», і до речі був агентом СБ ОУН. Перебуваючи на території Донбасу від 1942 р., постійно постачав оперативну інформацію в СБ. В 1943 році коли його розкрили перейшов на нелегальне становище.
Залізним хрестом І класу (Eisenkreuz 1 Klasse) було відзначено поручників Дивізії Володимира Козака та Остапа Чучкевича в квітні 1945 року, коли Дивізія перебувала на фронті в Австрії. Остап Чучкевич очолив два успішні протинаступи, а Володимир Козак відзначився в обороні замку Ґляйхенберґ.
Залізним хрестом ІІ класу (Eisenkreuz 2 Klasse) були нагороджені кілька учасників Бойової Групи Баєрсдорфа (Kampfgruppe Beyersdorf) в лютому-березні 1943 року.
Див. також: Вояки дивізії СС «Галичина», нагороджені німецькими нагородами

## Денацифікація

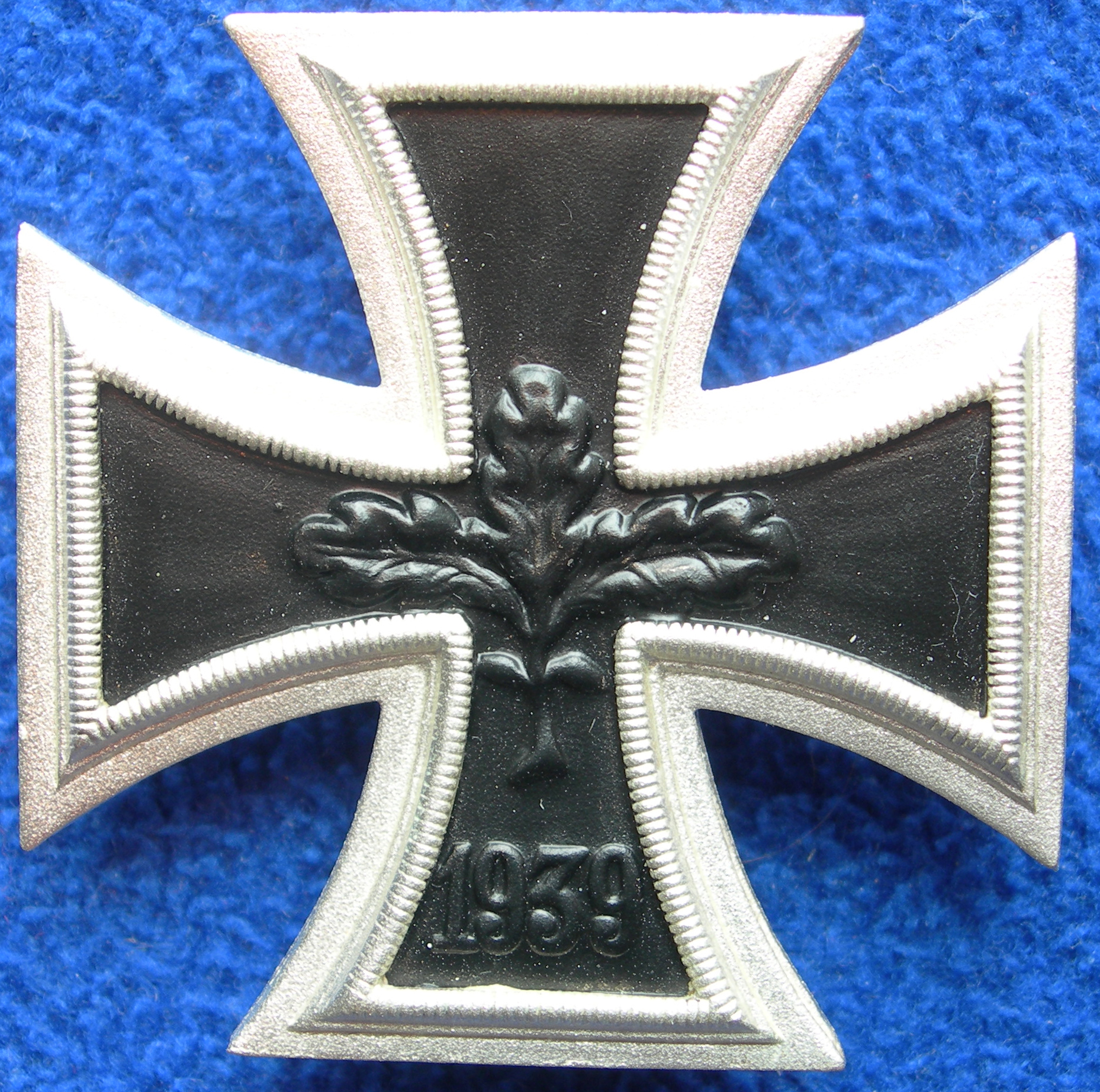
Денацифікований Залізний Хрест

Після війни у зв'язку з денацифікацією зображення свастики та її публічний показ стали протизаконними. Це стосувалося і нагород з її зображенням. У 1957 році німецьке законодавство дозволило знову носити перероблені нагороди, отримані під час Другої світової війни, але всі нацистські символи з нагород були прибрані. Залізний Хрест за версією 1957 року втратив свастику в центрі аверсу, а замість неї там з'явилися три дубових листки з парою жолудів, як на нагородах випуску 1813 року.

## Кульмський хрест
Одним з епізодів Наполеонівських війн була битва під Кульмом 1813 року. Прусський король Фрідріх-Вільгельм III вражений діями російської імперської армії оголосив, що нагороджує всіх російських гвардійців за стійкість в бою. Єдиною солдатської нагородою в розпорядженні прусського короля був заснований в тому ж році Залізний хрест, однак він надавався тільки прусським підданим за цілком певні військові подвиги. Тому прусський король заснував особливу медаль – Кульмський хрест. Повністю ідентичний за розмірами і формою, до Залізного хреста  Кульмський хрест  відрізнявся лише тим, що на ньому не було дати і вензелю короля. До нагородження цим хрестом було представлено 12066 військовиків, але нагороду змогли отримати лише 7 131, що вижили до 1816 року.

## Залізний півмісяць
За часи Першої світової війни Османська імперія мала нагороду Військова медаль. Створену у 1915 році, її надавали також союзницьким військовикам Четверного Союзу, зокрема німцям. Військова медаль, за статутом  була подібною до Залізного Хреста і отримала у німців назву «Залізного півмісяця». У державах Антанти була поширена інша назва цієї нагороди «Галліполійська зірка».

## Хрест Варшавського повстання
Під час Варшавського повстання (1944) польськими повстанцями використовувалася неофіційна нагорода яку виготовляли з трофейних залізних хрестів, на яких закріплювався польський злотий, на аверсі якого було вигравірувана котвиця, а також рік повстання.